# Phase (électricité)
Pour les articles homonymes, voir Phase.
 (juin 2012).
 (avril 2012).
Si vous disposez d'ouvrages ou d'articles de référence ou si vous connaissez des sites web de qualité traitant du thème abordé ici, merci de compléter l'article en donnant les références utiles à sa vérifiabilité et en les liant à la section « Notes et références ».
En électricité et en électronique, le mot phase est utilisé dans différents contextes, tous relatifs aux courants électriques alternatifs.
En électricité, le mot phase désigne les « canaux » d'une même source de puissance alternative, entre lesquelles il existe un déphasage (deux à 180° en monophasé et trois à 120° en triphasé).
Par assimilation, les électriciens basse tension utilisent également le mot "phase" pour désigner le(s) conducteur(s) actif(s) d'une alimentation alternative. Dans les installations domestiques, c'est le conducteur qui est, normalement, câblé avec un fil de couleur vive (rouge, orange). En général, c'est le ou les fils conducteurs, qui sont appelés fils de phase, sur lesquels on peut mettre en évidence la présence d'une tension électrique alternative avec un "testeur de phase".
En électronique, on parle de décalage de phase lorsqu'il existe un décalage angulaire entre des signaux de forme sinusoïdale, mis en évidence par un oscilloscope. Si le passage par la valeur zéro ainsi que par la valeur maximum est simultanée, on dit qu'ils sont en phase.
NB : Il est abusif et incorrect de parler de phase pour désigner la tension mesurée sur un fil alimenté en courant continu. Cette notion n'ayant aucun lien avec son étymologie, ne sera pas traitée ici.

## En phase
Deux tensions alternatives (sur deux fils différents) sont en phase (ou en opposition de phase) lorsqu'elles passent à la valeur zéro simultanément. Ceci peut être facilement mis en évidence en utilisant les entrées X et Y d'un oscilloscope pour afficher les courbes de Lissajous. 
Par contre, le décalage dans le temps du passage à zéro de la tension et du courant d'un même fil électrique (appelé facteur de puissance) montre l’effet capacitif ou inductif de la charge alimentée.

## Monophasé, triphasé
La production de l'énergie électrique de puissance étant en général centralisée, sa distribution est conditionnée par le problème du transport. Déjà à l'époque des précurseurs, le débat faisait rage entre Thomas Edison qui préconisait l'usage du courant continu et son employé, Nikola Tesla qui lui préférait le courant alternatif qui a finalement démontré de nets avantages sur le continu. Le principal  avantage est la possibilité, en alternatif, d'utiliser des transformateurs électriques pour élever la tension de façon à réduire le courant nécessaire à transporter une même puissance, ce qui réduit les coûts du métal pour les lignes de transport, ainsi que leur poids sur les pylônes. Par ailleurs, le transformateur permet aussi d'abaisser la tension pour obtenir une « tension raisonnable » pour l'utilisateur final.
Si l'usager domestique du courant électrique est habitué à voir celui-ci arriver sur deux fils d’alimentation (monophasé), l'usage industriel fait qu'il est beaucoup plus intéressant de véhiculer celui-ci sur trois fils (triphasé) ou quatre (idem, avec neutre). D'abord parce que les lignes sont utilisées avec un meilleur rendement, ensuite parce que, si en monophasé la puissance s'annule au moment où les deux phases se croisent, en triphasé, les trois phases ne se croisent jamais en même temps. Contrairement au triphasé qui fournit une distribution d'énergie "tournante", en monophasé, l'alternance de deux phases est capable d'entretenir une rotation déjà lancée, mais ne définit pas un sens de rotation prioritaire (c'est l’équivalent de deux champs tournants, identiques mais de sens inverse). De ce fait, le démarrage d'un moteur monophasé nécessite un artifice pour créer une légère différence d'intensité de l'un des deux champs tournants.
Une alimentation triphasée peut se voir comme trois alimentations monophasées asymétriques. Chacune fournissant une phase autour d'un neutre commun à toutes les phases. Si les consommations sur les différentes phases sont équilibrées, le courant total sur le neutre sera à peu près nul. C'est la raison pour laquelle il n'est pas toujours nécessaire de délivrer le 4e fil, par exemple, un moteur triphasé, même en étoile, tourne sans ce dernier. Le 4e fil, appelé « neutre » devrait avoir un potentiel nul par rapport à la terre, néanmoins les courants telluriques et autres phénomènes d'électricité naturelle font que ce n'est pas toujours le cas.

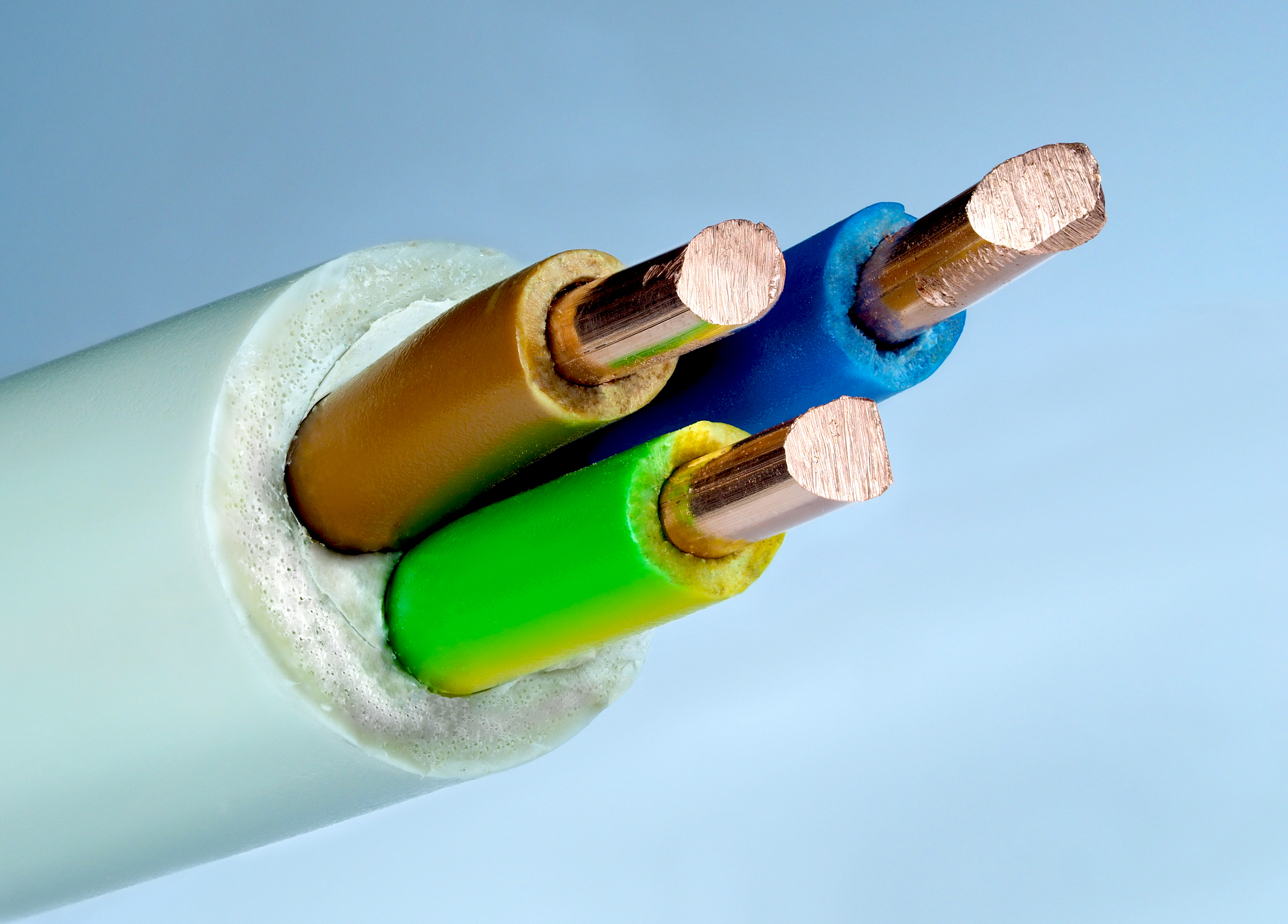
Fil électrique monophasé - Phase (marron) - Neutre (bleu) - Terre (jaune & vert).

Pour obtenir du monophasé, il suffit de prendre une phase et le neutre. Dans ce cas, on a un monophasé asymétrique et un tournevis testeur indiquera la présence d'une tension sur le fil de phase uniquement. On peut également obtenir un monophasé symétrique de tension supérieure au précédent entre deux phases. Un réseau triphasé 400 V fournit 400 V efficaces entre deux phases et 230 V entre une des phases et le neutre.
Pour des raisons historiques, certains réseaux de distributions fournissent du triphasé 230 V et dans ce cas, l'usager reçoit son monophasé 230 V entre phases plutôt qu'entre phase et neutre. Un réseau domestique alimenté en triphasé doit équilibrer ses différents circuits monophasés sur des phases différentes de façon à équilibrer la consommation globale sur chacune des phases. 

### Synchronisation d'un alternateur
Le raccordement d'un alternateur sur un réseau de production est une opération délicate car il faut :
1. amener la vitesse de rotation de l'alternateur afin que la fréquence de la tension produite, soit la plus proche possible de celle du réseau a alimenter ;
2. régler l’excitation de l'alternateur pour que la différence de potentiel entre toutes les phases du réseau et celles de l'alternateur soient minimes (ce qui permet de vérifier que le réseau et l'alternateur sont « en phase ») ;
3. coupler l'alternateur au réseau lorsque la tension des deux passe, simultanément, à 0 V[N 2].

Une fois couplé au réseau, l'alternateur va rester synchrone mais l'excitation doit être augmentée pour fournir de l'énergie au réseau et non en consommer. Sur le continent européen tous les réseaux sont synchrones, excepté celui du Royaume-Uni qui, bien qu'étant aussi à 50 Hz, n'est pas synchronisé avec le continent. Les liaisons d'échange d'électricité sont réalisées par une ligne en courant continu et grâce à des convertisseurs installés à chaque extrémité des lignes trans-Manche.

### Le conducteur de protection
Le conducteur vert-jaune qui apparait dans certaines prises murales, et quelques plafonniers (essentiellement métalliques), est le « conducteur de protection », ou "PE" (protection earth). Ce conducteur remplit deux rôles :
1. au niveau du tableau électrique tous les conducteurs de protection sont connectés à une même barrette de terre pour assurer l'équipotentialité des fils de protection[N 5] ;
2. Son second rôle est d'acheminer les charges statiques, les courants vagabonds et les courants de fuite vers la terre.

Le conducteur présent dans les prises murales et au niveau des points d'éclairage n'est PAS le fil de « mise à la terre », mais le fil de protection qui est relié à la liaison équipotentielle lui-même relié à la barrette de terre connectée à la terre du bâtiment.
La mise à la terre de l'habitation n'a de sens que si cette mise à la terre est locale (au niveau du bâtiment). Il n'y a donc aucun intérêt (et ce serait même dangereux) de la distribuer. Aussi, la terre est elle rarement distribuée par le fournisseur d'électricité. Il appartient à l'utilisateur de se référencer à la sienne, soit via des piquets de terre (ancienne méthode), soit en ceinturant le bâtiment d'un câble cuivré enterré (méthode obligatoire actuellement[Quand ?][Où ?] pour les nouvelles constructions). Le neutre généralement fourni par le fournisseur est souvent relié à la terre au niveau du transformateur de la zone. Aussi, la différence de potentiel (ddp) entre le neutre de l'utilisateur et sa propre terre est souvent faible (quelques volts max) en situation normale. Cette différence correspond donc en fait à la différence de tension entre la terre locale de l'utilisateur et la terre distante du transformateur du distributeur. En cas de circonstances particulières (foudre), la ddp peut atteindre plusieurs dizaines de milliers de volts (voire bien plus), et donc il peut arriver que chez l'utilisateur, entre son neutre et sa terre locale, la même ddp apparaisse, ce qui peut provoquer des arcs destructeurs entre neutre et conducteur de protection, allant jusqu'à faire exploser des prises ou rallonges.

### Sécurité
La sécurité des personnes repose essentiellement sur l'équipotentialité des masses qui lui sont accessibles : une électrocution est le résultat du passage d'un courant dans l'organisme, lui-même résultat des différences de potentiel entre différents points du corps. Pour arriver à maintenir et contrôler cette équipotentialité, on dispose de plusieurs mécanismes :
1. Le câble d'équipotentialité : relie tous les éléments métalliques (tuyaux, poutrelles, etc.) de l'habitation entre eux, à la masse générale, et à la terre ;
2. Les conducteurs de protection : fils jaune et vert, ou vert-jaune au niveau des prises murales et points lumineux ; ils permettent de relier la carcasse des appareils branchés à la masse générale et à la terre ;
3. La mise à la terre locale : referme les courants de fuite vers le neutre via la terre distante, et évacue les charges statiques. De plus, la terre locale joue le rôle de conducteur de protection du sol de l'habitation, et donc permet aux pieds de l'utilisateur d'être au même potentiel que les appareils reliés aux conducteurs de protections. Les bâtiments modernes sont entourés par le câble de mise à la terre, partant du principe que si le périmètre du bâtiment est équipotentiel (au même potentiel) avec les autres masses locales, alors tout point situé à l'intérieur de ce périmètre peut raisonnablement être supposé l'être aussi. La terre locale n'a donc un sens qu'à l'intérieur du périmètre entourant le bâtiment, et donc ni dans le jardin, ni dans l'abri de jardin (pour ces lieux une autre terre locale doit être utilisée) ;
4. Le disjoncteur différentiel : vérifie l'absence de courant de fuite, soit provoqué par un défaut local, soit directement par le passage via l'utilisateur d'un courant retournant au neutre distant via sa terre locale, la terre distante, puis le neutre (électrocution).

Principes de sécurité : 
- La sécurité nécessite la mise à la terre locale parce que la mise à la terre du neutre peut n'être faite qu'à distance, voire ne pas exister ; aucune référence à la terre du réseau n'est garantie. Si l'installation est complètement isolée de la terre (transformateur d'isolement, avion, etc.), cette mise à la terre locale devient superflue car un défaut simple (toucher une phase) n'est plus dangereux (car le circuit n'est pas fermé), néanmoins il est beaucoup plus difficile d'obtenir, de maintenir et de vérifier une isolation parfaite que de gérer l'équipotentialité. L'isolation électrique du réseau n'est utilisée que dans des lieux à haute sécurité (par exemple: salles d'opérations où de légères fuites électriques peuvent avoir des effets désastreux sur un patient[4]). Dans certains endroits, comme un avion, il est évident qu'on n'est pas relié à la terre dès qu'il a décollé !

- Une mise à la terre uniquement distante est très dangereuse, du fait des différences de potentiels entre la terre locale (pieds de l'utilisateur) et la terre distante (qui serait alors reliée aux mains de l'utilisateur, via le conducteur de protection de la prise murale). C'est pourquoi les appareils de jardin ne sont jamais reliés à la terre, mais sont isolés de telle façon que l'utilisateur ne puisse pas entrer au contact d'un élément métallique interne ou électrique (double isolation) ; néanmoins il est préférable que toutes les prises servant à alimenter un appareil électrique extérieur soient protégées par un disjoncteur différentiel 30 mA[N 6].

- Le disjoncteur différentiel ne participe pas à l'équipotentialité du système mais il en assure le contrôle. En cas de fuite de courant par une carrosserie et la terre, ou par un humain qui touche à un câble dénudé, le courant de fuite sera détecté par le disjoncteur différentiel qui coupera l'alimentation électrique[N 7].

## Neutre
Le neutre est la référence de potentiel électrique ou de tension pour les phases ; il n'y a qu'un seul neutre commun à toutes les phases. Sa tension est nulle seulement si la charge de chaque phase est identique en permanence, ce qui est rarement le cas. Il est parfois matérialisé par un fil comme dans le cas d'une alimentation domestique monophasée, où le neutre est souvent relié à la terre côté production d'électricité. Il n'est donc en principe pas dangereux de le toucher, même si cela reste fortement déconseillé.
Une erreur répandue consiste à considérer que le neutre est une phase reliée à la terre. En polyphasé, cela est impossible : il a une place bien particulière et si on l'intervertissait avec une des phases, alors le système obtenu ne serait plus symétrique et perdrait ses propriétés électriques (pour le transport) et mécaniques (pour la fabrication). En général, en triphasé, on peut se dispenser de transporter le neutre sur les longues distances et cela même si le système n'est pas équilibré. 

### Liaison du neutre à la terre
Si le neutre n'était pas connecté à la terre (ni côté distribution, ni côté utilisateur) le courant ne pourrait pas circuler vers la terre ; il n'y aurait donc aucun danger à toucher un (et un seul) des conducteurs. Par contre, on ne détecterait plus un éventuel défaut d'isolation (quand un fil est dénudé et touche une carcasse par exemple). En milieu industriel, ce schéma est utilisé mais implique des contrôles spécifiques. On ne pourrait imposer ces conditions chez des particuliers, car un tel système deviendrait trop dangereux (en cas de défaut, il pourrait suffire de toucher deux appareils différents pour être blessé). C'est pourquoi pour les particuliers on met en place cette liaison du neutre à la terre et on utilise des disjoncteurs différentiels pour contrôler qu'aucun courant de fuite, potentiellement dangereux pour tout être vivant, n'existe dans le circuit.
Par principe il faut considérer qu'il est dangereux de toucher une phase, même si l'installation est pourvue d'un disjoncteur différentiel de sécurité (30 mA) qui devrait détecter le moindre défaut et couper immédiatement l'alimentation électrique. Pour tester ce dispositif il est préférable d'utiliser le bouton prévu à cet effet.
Selon les pays, certaines prises de courant ont un détrompeur qui permet de distinguer le neutre de la phase. Pour la sécurité des enfants toutes les prises électriques à leur portée devraient être munies d'un  « bouche trou automatique » pour éviter l'insertion de tout objet conducteurs d'électricité dans le, ou les, trous correspondant au fil de phase.

## Code couleur utilisé pour les fils électriques
Il est très important de pouvoir distinguer les types de fils électriques (la phase (dits « chauds ») des fils de neutre et de terre). Bien que la terre soit généralement repérée par une dominante de vert (         ) ou par un conducteur nu, les usages de par le monde ont vu naître pour les différents fils, des combinaisons de couleurs variées. Quelques tentatives d'uniformisation ont vu le jour, selon les régions, notamment par l'écriture de normes.
Le tableau ci-dessous regroupe un certain nombre de combinaisons de couleurs rencontrées dans différents pays.
| Pays                                                 | Phase 1 (L1) | Phase 2 (L2)         | Phase 3 (L3) | Neutre (N) | Terre (T/G)        |
| ---------------------------------------------------- | ------------ | -------------------- | ------------ | ---------- | ------------------ |
| Union européenne Royaume-Uni Suisse                  | Marron       | Noir                 | Gris         | Bleu       | Vert/jaune Nu      |
| Europe (ancien)                                      | Noir         | Marron               | Rouge        | Bleu       | Vert/jaune         |
| France (avant 1970)                                  | Jaune        | Vert                 | Blanc        | Gris       | Rouge              |
| Royaume-Uni (ancien) Afrique du Sud Malaisie         | Rouge        | Jaune                | Bleu         | Noir       | Vert/jaune Vert Nu |
| États-Unis (commun)                                  | Noir         | Rouge                | Bleu         | Blanc Gris | Vert Vert/jaune Nu |
| États-Unis (alternative)                             | Marron       | Orange               | Jaune        | Gris Blanc | Vert Nu            |
| Canada (officiel)                                    | Rouge        | Noir                 | Bleu         | Blanc      | Vert Nu            |
| Canada (installations isolées)                       | Orange       | Marron               | Jaune        | Blanc      | Vert Nu            |
| Australie Nouvelle-Zélande (AS/NZS 3000:2000 §3.8.1) | Rouge        | Blanc Jaune (désuet) | Bleu         | Noir       | Vert/jaune Vert Nu |
| République populaire de Chine                        | Jaune        | Bleu Vert            | Rouge        | Marron     | Noir Vert/jaune Nu |

| Pays                      | Phase (L)                                              | Neutre (N) | Terre (T/G)   |
| ------------------------- | ------------------------------------------------------ | ---------- | ------------- |
| France (Avant 1970)       | Vert Jaune Bleu Blanc Noir Marron Rose Ivoire          | Gris       | Rouge         |
| Union Européenne (Actuel) | Rouge Noir Orange Violet Rose Gris Marron Ivoire Blanc | Bleu       | Vert/jaune Nu |

Câble monophasé avec terre ; ici la phase est rouge, le neutre bleu, et la terre jaune/vert

Il est bon de rappeler qu'un code couleur n'est viable que s'il est respecté par tous ; dans le cas contraire, on risque de gros dégâts.
Dans certains cas (anciennes installations des pays Scandinaves, sortie des transformateurs du Royaume-Uni, et quelques autres cas) les deux câbles d'une prise domestique peuvent être des phases soit venues du réseau triphasé, soit en sortie de transformateur monophasé (s'il n'est pas relié à un potentiel neutre). Cela est à déconseiller.

### En Europe
En Europe et au Royaume-Uni, on emploie par convention, selon la norme HD 308 S2 (repérage et utilisation des conducteurs de câbles souples et isolés) établie par le Comité européen de normalisation en électronique et en électrotechnique (CENELEC),, repris par la norme la NF C 15-100 en France :
- en triphasé, le triplet marron, noir et gris (              ) pour les phases, mais en monophasé, le      rouge est couramment utilisé ;
- le bleu (    ) est réservé pour le neutre (si le bleu n'est pas disponible, par exemple en grosse section, du noir peut être utilisé avec un marquage bleu aux extrémités[10]) ;
- le vert liseré jaune (    ) pour le fil de terre/conducteur de protection (si le vert-jaune n'est pas disponible, par exemple en grosse section, du noir peut être utilisé avec un marquage vert-jaune aux extrémités[10]).